# 福井県道193号藤木新堂線
福井県道193号藤木新堂線（ふくいけんどう193ごう ふじきしんどうせん）は福井県越前市内の主要地方道と県道を結ぶ一般県道である。

## 路線概要
福井県越前市と同県福井市旧美山町域を結ぶ福井県道2号武生美山線と福井県鯖江市と越前市旧今立町域を結ぶ福井県道105号鯖江今立線を結ぶ役割を担う県道である。接続する県道の性格上鯖江市南部と旧美山町を結ぶ役割を担っているともいえる道である。越前市内に網の目状に指定された県道の一つであり、越前市およびその周辺地域の交通を補完する道路である。

### 路線データ
- 起点：福井県越前市藤木町
- 終点：同市新堂町

## 道路状況
起点附近と終点附近は狭い片側一車線の確保された道路だが、その間の区間が若干狭路である。とはいえ県道193号自体が指定区間の比較的短い路線なので、一時的な狭窄としか感じない程度のものである。全体を通してそれほど交通量は多くないが、上記した鯖江市南部から福井市東部を目指すドライバーは裏道として利用することもある。県道同士の連絡路という性格の強い道である。

## 接続路線
- 福井県道2号武生美山線（起点）
- 福井県道25号福井今立線
- 福井県道105号鯖江今立線（終点）

## 沿線
- 越前市立服間小学校
- 東庄境開発センター